# Diane de Ghouy
Diane de Ghouy (Gent, 26 mei 1922 - aldaar, 26 januari 2006) was een Vlaamse actrice en  hoorspelactrice.
Ze speelde onder meer in het theatergezelschap Arca. Ze was als hoorspelactrice onder andere te horen in Een geluk dat we geld hebben (Kirsti Hakkarainen - Jos Joos, 1969), Tobias of het einde van de angst (Marie Luise Kaschnitz - Walter Eysselinck, 1970), Kaïn die van nergens kwam (Charles Pascarel - Jos Joos, 1970), Bösendorfer (hoorspel) (Ferenc Kárinthy - Herman Niels, 1972), Verloop van een ziekte (Klas Ewert Everwyn - Herman Niels, 1978) en Gedachten aan moord (Paul Barz - Jos Joos, 1979).
In 1967 speelde ze eveneens de rol van Emma Donders in de BRT-jeugdserie Midas.
Op televisie speelde ze onder andere mee in Alfa Papa Tango (moeder van adjudant Haegeman).